# A Föld a szeretőm
A Föld a szeretőm Demjén Ferenc 1991-ben, a Proton kiadásában megjelent nagylemeze. A felvételek az "E" stúdióban készültek 1991 szeptember-októberében.
Az album borítóját Hörcher László festette.

## Az album dalai

### A oldal
1. Tegnap volt (4:40) (Menyhárt János-Demjén Ferenc)
2. Szeress úgy, ahogy én (4:54) (Menyhárt János-Demjén Ferenc)
3. Messziről jött lány (3:23) (Menyhárt János-Demjén Ferenc)
4. Szóljon a telefon (3:54) (Holló József-Demjén Ferenc)
5. Föld és ég (3:53) (Menyhárt János-Demjén Ferenc)

### B oldal
1. Lépj ki az álmaimból (4:44) (Závodi Gábor-Demjén Ferenc)
2. Harangok (5:11) (Závodi Gábor-Demjén Ferenc)
3. A szerelemért (3:24) (Holló József-Demjén Ferenc)
4. Szállj el szabadon (3:54) (Menyhárt János-Demjén Ferenc)
5. Ismerj rám jóbarát (5:02) (Závodi Gábor-Demjén Ferenc)

## Közreműködők
- Demjén Ferenc – ének
- Menyhárt János – gitárok, vokál
- Závodi Gábor – billentyűs hangszerek, vokál
- Holló József – billentyűs hangszerek, vokál
- Szentmihályi Gábor – dob (kivétel A/4, B/3)
- Zsoldos Tamás – basszusgitár
- Bevezető: Sztankay István
- Csizmadia Gábor – trombita (A/3, B/1)
- Elek István – szaxofon (A/3, B/1)
- Muck Ferenc - szaxofon (A/3, B/1)
- Pados Zoltán – pozan (A/3, B/1)
- Magyar Hajni – vokál (A/1)
- Szulák Andrea – vokál (A/1)